# Kasteel van Le Guildo
Het Kasteel van Le Guildo (Frans: Château du Guildo) is een kasteel in de Franse gemeente Créhen. Het kasteel is een beschermd historisch monument sinds 1951.